# Hans Carossa
Hans Carossa, né le 15 décembre 1878 à Bad Tölz et mort le 12 septembre 1956 à Rittsteig près de Passau, est un médecin et un auteur allemand.

## Biographie
Il a publié des recueils de poésie et divers romans ou essais. Mais il est surtout connu en France pour son Journal de guerre roumain, un des témoignages importants sur le premier conflit mondial vu du côté allemand, avec ceux d'Erich Maria Remarque et d'Ernst Jünger. Durant la période national-socialiste il participera à l'émigration intérieure. Depuis 1942 il était président de l'Association des écrivains européens. En dépit de sa distance vis-à-vis du régime, celui-ci le fera figurer sur la Sonderliste de la Gottbegnadeten-Liste ("liste spéciale des élus de Dieu") ayant pour but de recenser les artistes les plus importants du Reich. Il sera aussi désigné président de l'Association des écrivains européens, contrôlée par le pouvoir nazi.

## Œuvres
- Le docteur Gion (1931)
- Les secrets de la maturité : extraits du journal d'Angermann (1941)
- Une enfance (1922)
- Journal de guerre roumain (1938)
- Les pages immortelles de Goethe